# Créature du diable
Créature du diable (Dead Men Walk) est un film d'horreur américain réalisé par Sam Newfield, tourné en 1942 et sorti aux États-Unis en 1943 et en France en 1948.

## Synopsis
Le frère jumeau d’un médecin de petite ville revient de l'au-delà pour se venger de son frère. Ce dernier l’avait secrètement tué des années auparavant il frayait avec le diable....

## Distribution
- George Zucco : le docteur Lloyd Clayton, un médecin plein de bonté / le docteur Elwyn Clayton, son frère jumeau revenu du monde des morts sous forme de vampire
- Mary Carlisle : Gale Clayton, la nièce de Lloyd
- Nedrick Young : le docteur David Bentley, le fiancé de Gale
- Dwight Frye : Zolarr, le serviteur bossu et maléfique d'Elwyn
- Fern Emmett : Kate, la "folle" du village
- Robert Strange : Wilkins (appelé Harper au générique), un habitant de la ville qui monte les autres contre Lloyd
- Merrill McCormick : un villageois